# Sairin-ji
Le Sairin-ji (西琳寺) est un temple bouddhiste à Habikino, dans la préfecture d'Osaka, au Japon. Il est affilié à Kōyasan Shingon-shū et a été fondé au sixième siècle.

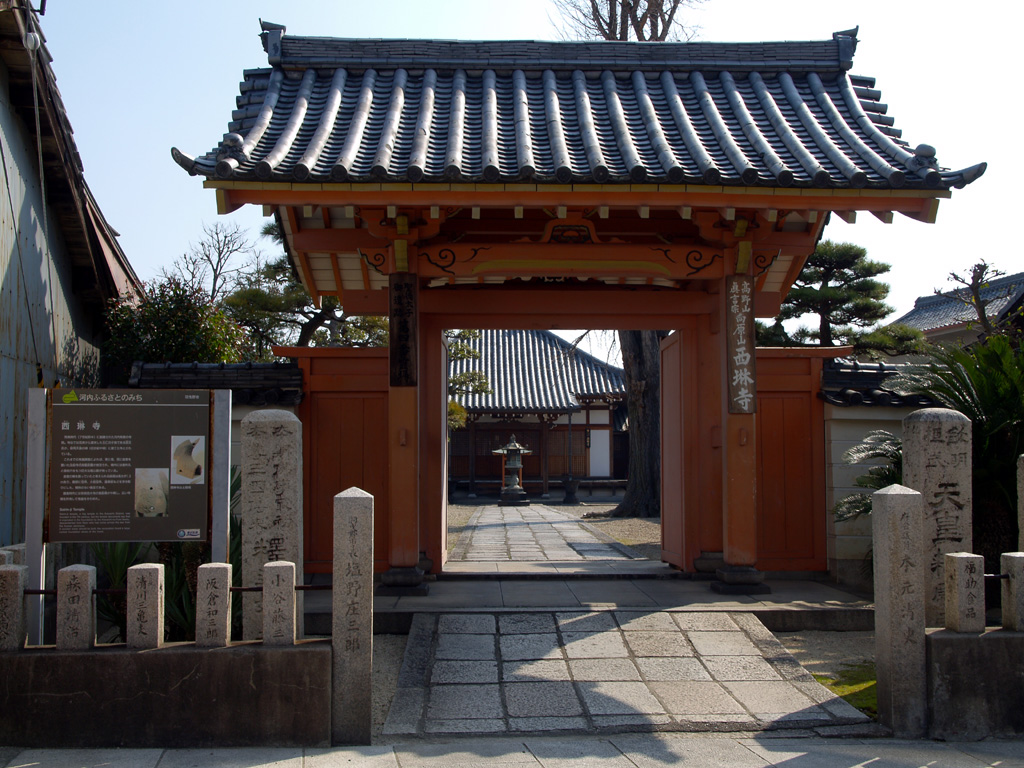
Entrée du temple Sairin-ji.

## Histoire
Le temple est fondé par Wani, un érudit venu de Kudara (Corée).